# 9284 Juansanchez
9284 Juansanchez este un asteroid din centura principală de asteroizi.

## Descriere
9284 Juansanchez este un asteroid din centura principală de asteroizi. A fost descoperit pe 7 martie 1981 la Siding Spring de Schelte J. Bus. Asteroidul prezintă o orbită caracterizată de o semiaxă mare de 2,94 ua, o excentricitate de 0,02 și o înclinație de 9,4° în raport cu ecliptica.